# رؤیای قرمز
رؤیای قرمز (به انگلیسی: Red's Dream) یک فیلم کوتاه و انیمیشن کامپیوتری آمریکایی است که در سال ۱۹۸۷ به کارگردانی جان لستر در پیکسار ساخته شده‌است. این فیلم دربارهٔ یک یک‌چرخه به اسم «قرمز» است که در یک شب بارانی در گوشه ای از یک فروشگاه، آرزوی رؤیایی را دارد که در آن به یک ستاره سیرک تبدیل می‌شود. رؤیای قرمز دومین انیمیشن کامپیوتری پیکسار بود که به دنبال چراغ مطالعهٔ کوچک‌تر در سال ۱۹۸۶ ساخته شد و توسط جان لستر کارگردانی شد.